# Пуласкі (округ, Індіана)
Шаблон:StateAbbr_ 41°02′ пн. ш. 86°41′ зх. д. / 41.04° пн. ш. 86.69° зх. д.
Округ Пуласкі (англ. Pulaski County) — округ (графство) у штаті Індіана, США. Ідентифікатор округу 18131.

## Історія
Округ утворений 1835 року.

## Демографія
За даними перепису
2000 року
загальне населення округу становило 13755 осіб, зокрема міського населення було 2575, а сільського — 11180.
Серед мешканців округу чоловіків було 6938, а жінок — 6817. В окрузі було 5170 домогосподарств, 3780 родин, які мешкали в 5918 будинках.
Середній розмір родини становив 3,06.
Віковий розподіл населення поданий у таблиці:
| Стать    | До 15 років | 15-21 | 22-29 | 30-39 | 40-49 | 50-65 | 65-85 | Понад 85 |
| -------- | ----------- | ----- | ----- | ----- | ----- | ----- | ----- | -------- |
| Чоловіки | 1552        | 711   | 619   | 957   | 1085  | 1113  | 813   | 88       |
| Жінки    | 1466        | 584   | 552   | 921   | 1029  | 1054  | 1025  | 186      |

## Суміжні округи
- Старк — північ
- Маршалл — північний схід
- Фултон — схід
- Кесс — південний схід
- Вайт — південь
- Джеспер — захід

## Виноски
1. ↑  U.S. Decennial Census. United States Census Bureau. Процитовано 10 липня 2014.
2. ↑  Historical Census Browser. University of Virginia Library. Архів оригіналу за 11 серпня 2012. Процитовано 10 липня 2014.
3. ↑  Population of Counties by Decennial Census: 1900 to 1990. United States Census Bureau. Процитовано 10 липня 2014.
4. ↑  Census 2000 PHC-T-4. Ranking Tables for Counties: 1990 and 2000 (PDF). United States Census Bureau. Процитовано 10 липня 2014.
5. ↑  Pulaski County QuickFacts. Бюро перепису населення США. Архів оригіналу за 5 вересня 2015. Процитовано 25 вересня 2011.(англ.) Наведено за англійською вікіпедією.
6. ↑  American FactFinder. Бюро перепису населення США. Архів оригіналу за 26 лютого 2012. Процитовано 31 січня 2008.

| США | Це незавершена стаття з географії США. Ви можете допомогти проєкту, виправивши або дописавши її. |